# Лукунский лес
Лукунский лес — лес в Красноярском крае, Россия; самый северный лес в мире. Расположен на правом берегу Хатанги, между её притоками Нижний и Лукунская, восточнее леса Ары-Мас.

## Климат[1]
Вегетационный период составляет приблизительно 100 дней. Зима длится с конца сентября — начала октября до начала июня, минимальные температуры составляют от −35 до −45 °C, скорость ветра зимой часто превышает 50 м/с.
Полярный день длится с конца мая до начала августа, средняя температура в июле — +12 °C, часто до +30 °C.
Глубина протаивания вечной мерзлоты летом составляет 0,3—2 метра. Толщина вечной мерзлоты здесь составляет приблизительно 200 метров.

## Биологическое разнообразие
Из деревьев произрастает только разновидность лиственницы Гмелина (Larix gmelinii), Larix gmelinii var. gmelinii [syn.  Larix dahurica Turcz. ex Trautv. — Лиственница даурская]. Также обнаружены 268 видов растений, 78 видов птиц и 16 видов млекопитающих. Видовой состав Лукунского леса характерен для тайги, а не для тундры.
Редкорастущие деревья даурской лиственницы могут иметь высоту до 5—7 метров.

## Значение
Лукунский лес является охраняемой территорией площадью 90,55 км². Он составляет часть Таймырского государственный природного биосферного заповедника и охраняется с 1979 года.
Постоянные исследования даурской лиственницы начались в 1969 году и продолжаются до сих пор. Научные исследования публикуются в ежегодных докладах.

## Топографические карты
- Лист карты S-48-XXXIII,XXXIV о. Бол. Низкий. Масштаб: 1 : 200 000. Указать дату выпуска/состояния местности.